# Marcel·lí d'Il·líria
Marcel·lí o Marcel·lià (llatí: Marcellianus o Marcellinus) fou un oficial romà que es va erigir en governant independent d'Il·líria després de la mort d'Aeci el 454.
Coneguda la mort del general, Marcel·lí, que era el seu amic, va desconèixer a Valentinià III i es va fer amo de Dalmàcia i Il·líria. Ja mort Valentinià III, en un moment indeterminat, es va produir a Roma una conspiració de joves que pretenia portar a Marcel·lí a l'Imperi però no ho van aconseguir.
Durant el govern de Majorià, Marcel·lí el va reconèixer i segurament va rebre llavors el títol de Patricius Occidentis. Va enviar tropes en ajut de Majorià contra els vàndals per recuperar l'illa de Sicília i des d'allà atacar Àfrica. Ricimer el cap dels hèruls que governava Occident, va subornar els seus soldats perquè desertessin i pesessin al seu servei, i Marcel·lí es va retirar de Sicília probablement ja el 462, després de mort Majorià.
Libi Sever tenia un atacat per part de Marcel·lí, però la guerra es va evitar per medicació de l'emperador d'Orient Flavi Valeri Lleó (que va enviar una ambaixada presidida per Filarc).
El 464 va tornar a Sicília de la que va expulsar els vàndals i el 468, a petició de l'emperador d'Orient, va fer el mateix a Sardenya i va participar en l'expedició a Àfrica dirigida per Basilisc que va expulsar ràpidament els vàndals de Sardenya i Sicília, i una invasió terrestre els va fer fora de Tripolitània. Basilisc va derrotar una flota dels vàndals prop de Sicília i va desembarcar al cap Bon a pocs quilòmetres de Cartago, on Genseric es va oferir a rendir-se, si podia tenir una treva de cinc dies per preparar el procés, que va utilitzar per preparar un atac a gran escala precedit per brulots que van destruir la major part de la flota romana i van matar milers dels seus soldats. Fou assassinat a Sicília pels seus mateixos aliats en 468, possiblement per ordre de Ricimer, ocasió en què el rei vàndal va dir les famoses paraules: "els romans han tallat la seva mà dreta amb la mà esquerra".
Marcel·lí era pagà, però persona instruïda amic del filòsof cínic Sal·lusti; era conegut com a endeví. Va poder governar uns catorze anys sense necessitat de cap gran crim. Probablement el va succeir el seu nebot Juli Nepot després emperador d'Occident (474-475)